# John Jacob Rhodes III
John Jacob Rhodes III (né le 8 septembre 1943, et mort le 20 janvier 2011) est un avocat et un homme politique américain, membre du Parti républicain, membre de la Chambre des représentants des États-Unis pour le 1er district de l'Arizona de 1987 à 1993. 

## Biographie
John Jacob Rhodes III est né à Mesa dans l'Arizona. Il est le fils de John Jacob Rhodes et de son épouse Elizabeth. 
Après que son père, John Jacob Rhodes, soit devenu en 1953 membre de la chambre des représentants des États-Unis pour le 1er district de l'Arizona, John Jacob Rhodes III poursuit sa scolarité dans le Maryland près de Washington, D.C.. Diplômé de l'université Yale (1965) et de l'université de l'Arizona (1968), il effectue son service militaire comme officier dans l'Armée de terre des États-Unis et participe à la guerre du Viêt Nam. 
Admis au barreau de l'Arizona, il commence sa carrière professionnelle à Mesa. 

### Carrière
En 1986, il est élu à la chambre des représentants des États-Unis pour le 1er district de l'Arizona. Il reprend alors le siège qu'avait occupé son père de 1953 à 1983. 
Réélu en 1988 et 1990, il est battu par son adversaire démocrate Sam Coppersmith en novembre 1992. Il retourne alors à son activité professionnelle. 
Il meurt le 20 janvier 2011 à 67 ans.